# Nagroda Star Screen dla Najlepszej Pary
Nagroda Star Screen dla Najlepszej Pary została po raz pierwszy przyznana w 2002 roku. Nagrodę otrzymuje ta para filmowa, która nie tylko wyróżnia się, ale również zyskuje uznanie wśród hinduskiej widowni. W przeciwieństwie do pozostałych nagród Star Screen, jest przyznawana przez widzów. Laureaci zostają ogłoszeni w styczniu. 

## Lista nagrodzonych
| Rok  | Aktor i aktorka                      | Film                         |
| ---- | ------------------------------------ | ---------------------------- |
| 2010 | Amitabh Bachchan i Abhishek Bachchan | Paa                          |
| 2009 | John Abraham i Abhishek Bachchan     | Dostana                      |
| 2008 | Shah Rukh Khan i Deepika Padukone    | Om Shanti Om                 |
| 2007 | Shah Rukh Khan i Rani Mukerji        | Nigdy nie mów żegnaj         |
| 2006 | Abhishek Bachchan i Rani Mukerji     | Bunty i Babli                |
| 2005 | Shah Rukh Khan i Preity Zinta        | Veer-Zaara                   |
| 2004 | Amitabh Bachchan i Hema Malini       | Ogrodnik                     |
| 2003 | Shah Rukh Khan i Aishwarya Rai       | Devdas                       |
| 2002 | Shah Rukh Khan i Kajol               | Czasem słońce, czasem deszcz |